# 劉振強 (企業家)
劉振強（1932年—2017年1月23日），男，祖籍廣東，台湾企业家，三民書局共同創辦人。

## 生平
1953年，劉振強與柯君欽、范守仁集資新臺幣5千元，取「三個小民」之意命名成立「三民書局」，並訂定宗旨為「傳播學術思想，延續文化發展」；不過，因志向不同，范守仁、柯君欽先後離開，劉振強獨力經營。
此後，劉振強經歷了8年的辛苦經營；每到月底交付書款時，總是湊不出足夠金額，多次獲友人援助。
1961年，劉氏將書店由創業時在衡陽路上的分租一面牆書架擴張至重慶南路上的四十坪店面。
1971年起，劉氏耗費14年編纂出版中文大辭典；編輯期間，劉氏對於考查原典力求精準，更耗用新臺幣數億元、70噸鉛等物資鑄造6萬餘鉛澆鑄字模，以求字體呈現完美統一。
1988年，劉氏著手開始「漢字字形檔」數位化系統工程，每年延請近百位專業人員撰寫「能體現漢字美感」的字體；2003年，由楷體、黑體、仿宋、長仿宋、明體、小篆六套字體組成的漢字字形檔終於完成。此外，組織技術工程專家開發相應電腦排版軟體，使開發成果得以分享於出版同業。
2013年，劉振強在三民書局60周年茶會上期許在有生之年見到大陸地區開放出版自由，以及臺灣出版人在對岸開書店、出好書。
2017年1月23日，劉振強辭世。

## 軼事
- 1987年前後，劉振強得知胡耀恒獲得國立臺灣大學宿舍承購資格，但付不出頭期款，親自登門拜訪胡氏，予以無條件資金援助，並告訴對方若欲報償則可寫書予三民書局出版；2016年，胡氏將其著作《西方戲劇史》交予三民書局出版。[2][4]

## 獲獎
- 第31屆金鼎獎「特別貢獻獎」（1997年）[7]

## 語錄
- 「投身出版50年，我常常是傻人做傻事，一些別人認為不能賺大錢的工作，我卻樂在其中，未來也仍將如此。我不求名，不求利，只希望能對國家社會有些微薄的貢獻，讓大家都知道三民書局，對三民書局讚譽有加。」[1]
- 「書店最好能做到像圖書館一樣，力求書種齊全，不分冷門熱門。」[3]
- 「在我的腦海裡，只有明天，沒有今天！」[3]
- 「中國人為什麼沒有自己的一套字。」[3]
- 「我連作夢都在想怎麼把字寫好。」[3]
- 「每家書店都得有一部鎮店辭典。」[5]
- 「我一點也不讓步。」[3]

## 相關
- 活字印刷術